# Siouxsie and the Banshees
Siouxsie and the Banshees var ett brittiskt postpunkband bildat i London 1976 av sångerskan och låtskrivaren Siouxsie Sioux (Susan Janet Ballion) och basisten Steven Severin, som varit medlemmar sedan dess. John McKay, gitarr, saxofon och Kenny Morris, trummor som ingick i bandet under de två första skivorna ersattes av Budgie, trummor och gitarristen John McGeoch. Gruppen kom  att bli inflytelserik genom att vara pionjärer inom det sena 1970-talets postpunk. 
Siouxsie and the Banshees släppte debutsingeln "Hong Kong Garden" 1978. Bland de andra låtar som har varit framgångsrika i Storbritannien är "Happy House", "Christine", "Spellbound" och "Cities In Dust". Popsinglarna "Peek-a-Boo" och "Kiss Them For Me", också fick uppmärksamhet i USA dâr de hamnade i de mest sålda singlarna på Billboard Hot 100-listan.
Det är många som tagit intryck av, och uppskattat Siouxsie and the Banshees verk, däribland Joy Division, The Cure, The Smiths och gitarrist Johnny Marr, Depeche Mode, U2, Tricky, PJ Harvey, Jeff Buckley, Massive Attack, Radiohead, LCD Soundsystem, och The Knife.

## Biografi
Trummis på den första, helt punkigt orepade spelningen på The 100 Club i London var Sid Vicious, och gitarristen  Marco Pirroni. 
Gitarristerna i gruppen har varierat under åren, bl.a.: John McGeoch, gästade på det av kritiken högst rankade albumet Kaleidoscope, Juju och A Kiss in the Dreamhouse. Robert Smith från The Cure gästspelade på skiva och på konserten i Royal Albert Hall hösten 1983 (Nocturne Livealbum) och Hyæna 1984. Bytena av gitarrister beror enligt gruppen på att de har sökt efter ett "distinkt, knivskärande gitarrsound av en gitarrist som inte har Hendrix-komplex". 
Trummorna har sedan -79/-80 hanterats av Budgie (före detta The Slits).
Siouxsie and the Banshees bygger på att alla spelar, alla är delaktiga i en stark, monotont stämningsskapande men samtidigt ställningstagande, helhet av röst, rytm och uttryck. Detta har bandet utvecklat mer genom ständigt experimenterande än repeterande. 
Filmregissören Tim Burton bad Siouxsie and the Banshees skriva "Face to Face/Catwoman's Theme" till filmen Batman Returns  1992.
1996 skickade bandet ut ett pressmeddelande som i stort gick ut på att det var dags att lägga av, nu när alla gamla hjältar börjat "förödmjuka sig, återförenas och böja sig för de kommersiella krafternas tryck". 

### Sidoprojekt och senare karriärer
Siouxsie och Budgie (som för övrigt gifte sig med varandra så småningom) skapade av överblivna rytmer från Juju projektet The Creatures bildad 1981. Steven Severin har tillsammans med Robert Smith haft sidoprojektet The Glove och producerat andra artister.
Siouxsie gästar som sångare/låtskrivare på andras skivor och gig; till exempel John Cale, Morrissey, Basement Jaxx. 
Hon återupptog 2007 solokarriären med turnéer och skivsläpp, Mantaray. 
Både för det och för hennes karriär i helhet, har hon belönats med flera olika musikpriser. 
Steven Severin skapar mycket filmmusik till independentfilm och fortsatt att producera andras skivor. 
Budgie har från cirka 2009 haft projektet Efterklang, och diverse jobb med olika artister, John Grant.

## Diskografi
Studioalbum
- The Scream (1978)
- Join Hands (1979)
- Kaleidoscope (1980)
- Juju (1981)
- A Kiss in the Dreamhouse (1982)
- Hyæna (1984)
- Tinderbox (1986)
- Through the Looking Glass (1987)
- Peepshow (1988)
- Superstition (1991)
- The Rapture (1995)

Livealbum
- Nocturne (1983)
- Seven Year Itch (2003)
- At the BBC (2009)

Samlingsalbum

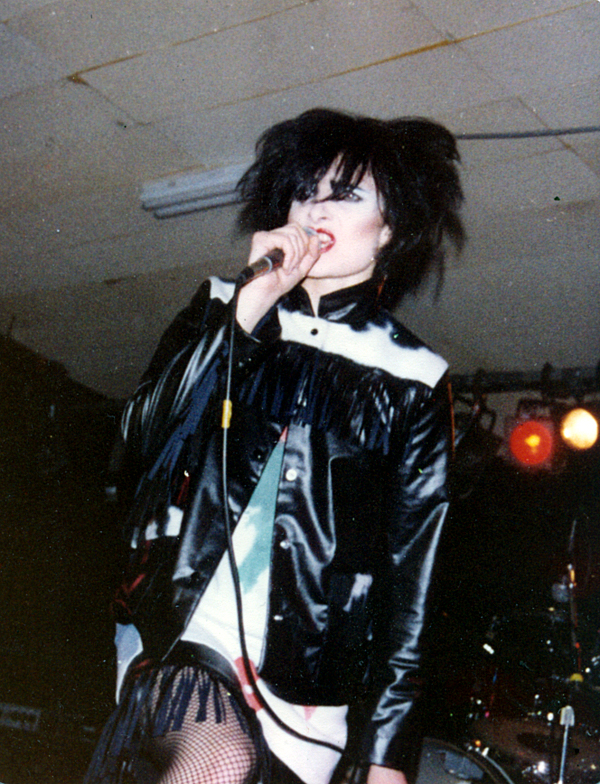
Siouxsie Sioux, 1980.

- 1981 – Once Upon a Time: The Singles
- 1992 – Twice Upon a Time: The Singles
- 2002 – The Best of Siouxsie and the Banshees
- 2004 – Downside Up

EP
- 1984 – The Thorn

Singlar (topp 40 på UK Singles Chart)
- 1978 – "Hong Kong Garden" (#7)
- 1979 – "The Staircase (Mystery)" (#24)
- 1979 – "Playground Twist" (#28)
- 1980 – "Happy House" (#17)
- 1980 – "Christine" (#22)
- 1981 – "Spellbound" (#22)
- 1981 – "Arabian Knights" (#32)
- 1982 – "Fireworks" (#22)
- 1983 – "Dear Prudence" (#3)
- 1984 – "Swimming Horses" (#28)
- 1984 – "Dazzle" (#33)
- 1985 – "Cities in Dust" (#21)
- 1986 – "Candyman" (#34)
- 1987 – "This Wheel's on Fire" (#14)
- 1988 – "Peek-a-Boo" (#16)
- 1991 – "Kiss Them for Me" (#32	)
- 1992 – "Face to Face" (#21)
- 1995 – "O Baby" (#34)